# Arnulph Mallock
Arnulph Henry Reginald Mallock est un physicien britannique connu pour ses travaux expérimentaux sur les vibrations mécaniques et la mécanique des fluides, en particulier liés à la conception d'instruments de mesure.

## Biographie
Arnulph Mallock a étudié sous la direction des précepteurs puis à l'université St Edmund Hall (Oxford).
Il commence sa vie professionnelle comme assistant de son oncle William Froude puis, durant une courte période, de John William Strutt Rayleigh.
Il contribue à la conception de mesures dans de multiples domaines. Il travaille sur les capteurs sismiques pour le compte des chemins de fer et des ouvrages d'art. Membre civil du Board of Ordnance, il a abordé beaucoup de problèmes de balistique et de conception de munitions.
Il est connu pour ses travaux sur les vibrations mécaniques, en mécanique des fluides pour la réalisation d'un viscosimètre à rotation en même temps que Maurice Couette et en aérodynamique.

## Distinctions
- Fellow de la Royal Society en 1903.
- Membre du Conseil de la Royal Society de 1910 à 1912.